# Saxonipollis
Saxonipollis – wymarły rodzaj rośliny z rodziny rosiczkowatych (Droseraceae). Obejmuje jeden znany gatunek – Saxonipollis saxonicus, który prawdopodobnie był rośliną mięsożerną. Takson uważany jest za blisko spokrewniony z także należącym do rodziny rosiczkowatych rodzajem aldrowanda (Aldrovanda).

## Odkrycie rośliny
Pyłek Saxonipollis saxonicus pochodzący z okresu eocenu, został znaleziony we wschodnich Niemczech.